# Ángel Álvarez de Miranda
Ángel Álvarez de Miranda   (Manzanos, 13 de març de 1915 - Madrid, 12 de juny de 1957) fou un historiador de les religions, filòleg i assagista basc.
Ángel Álvarez de Miranda va iniciar els seus estudis en el Seminari de Vitòria, els quals va haver d'interrompre a l'inici de la guerra civil, amb 21 anys, ja que va participar com requeté i alferes provisional en la Guerra Civil. Quan finalitza el conflicte bèl·lic forma part de la primera promoció d'estudiants de Filosofia de la Universitat de Madrid.
Després de la seva llicenciatura va passar de seguida a publicar articles i obres de curta extensió, Així, en 1945 apareixen els seus primers articles en la Revista de Estudos Políticos. Aquests primers articles tracten fonamentalment d'història política. Durant aquesta primera etapa productiva els temes religiosos tan sols apareixen de manera esporàdica, no formant part del nucli central dels seus interessos. Entre els anys 1947 a 1949 publica gran quantitat d'articles en l'efímera revista Alférez, de la qual fou un dels fundadors, solament un està dedicat a la religió, el denominat “Cap a un art religiós”, i en ell exposa uns punts de vista més de teòleg polític que d'estudiós especialitzat en història de les religions.
L'any 1948, Ángel Álvarez de Miranda, qui ja comptava amb una sòlida formació intel·lectual, inicia una etapa de formació a Roma que s'estendrà fins a 1954 i és en aquesta etapa en la qual s'especialitza en estudis religiosos, formant-se amb qui llavors era considerat l'historiador de les religions més prestigiós a nivell mundial, Raffaele Pettazzoni.
Poc abans de la seva arribada a Roma, on es va traslladar amb la seva dona Consuelo de la Gándara i la seva primera filla, és nomenat director del recentment creat Instituto Español de Lengua y Literatura a Roma; nomenament signat pel Director General de Relacions Culturals del Ministeri d'Afers Exteriors (Carlos Cañal i Gómez-Imaz), l'11 de setembre de 1948.
A Roma va estudiar a la Universitat de Roma, en la Facultat de Lletres, secció d'Història de les Religions, i va defensar, a l'octubre de 1952, una tesi doctoral sota la direcció de Pettazzoni sobre la sacralidad del toro; en la qual va aplicar els instruments de l'anàlisi històrica-religiós que van fer famosa a la «Scuola di Roma». És a partir d'aquest moment quan els seus articles i treballs de recerca se centren, gairebé de manera exclusiva, en temes d'Història de les Religions. Un exemple d'aquest tipus d'anàlisi l'utilitza en el seu estudi pioner sobre les implicacions religioses i simbòliques en la poesia de Federico García Lorca, que va publicar de manera abreujada en 1953, però que en formar part d'una monografia més extensa, el text complet es va publicar pòstumament.
A la seva tornada a Espanya en 1954 guanya la càtedra de Història de les Religions, de la Universitat de Madrid, però els seus problemes de salut li van impedir exercir com a docent més enllà d'un curs acadèmic i li van provocar una mort prematura el 1957.
Álvarez de Miranda com a historiador de les religions, va tenir el problema d'estar immers en una Espanya que encara no estava preparada per entendre un perfil com el seu. Per això, el que avui dia la seva figura i genialitat siguin conegudes es deu fonamentalment al treball realitzat per la seva vídua, Consuelo de la Gándara, que a manera pòstuma, va aconseguir que els seus escrits es recopilessin, traduïssin en algun cas, i publiquessin com a monografies, deixant ben clara l'empremta que va deixar el seu pas com a director en l'Instituto Español de Lengua y Literatura a Roma, però no per això aombrant la seva vàlua com a historiador de les religions.
El seu fill és el catedràtic i acadèmic de la Reial Acadèmia de la Llengua, Pedro Álvarez de Miranda.

## Obres
- Obras I y II, Madrid, Ediciones Cultura Hispánica (recopilación por Consuelo de la Gándara),1959.
- Religiones mistéricas, Madrid, Revista de Occidente, 1961.
- Ritos y Juegos del toro, Madrid, Taurus, 1962; nova edició Madrid, Biblioteca Nueva, 1998; nova edició digital, Sevilla, Athenaica, 2015.
- La metáfora y el mito, Madrid, Taurus, 1963 (nova edició, Sevilla, Renacimiento, 2011).